# Ulrich Lederer
Ulrich „Ulli“ Lederer (* 18. August 1897 in Troppau, Österreichisch-Schlesien; † 3. Juni 1969 in Wien) war ein österreichischer Fußball-, Bandy (Sport)- und Eishockeyspieler, Leichtathlet und Ringer.

## Karriere
Ulrich Lederer begann seine Sportlerkarriere ursprünglich als Fußballspieler beim SK Slovan. Spätestens 1919 begann er mit der Leichtathletik und wurde mehrfach österreichischer Meister über verschiedene Laufstrecken. Daneben war Ulrich Lederer auch als Ringer aktiv.
Als Aktiver in der Sportart Eishockey spielte er für den Cottage EV. Später wurde er mehrfach österreichischer Meister mit dem Wiener Eislauf-Verein und nahm international mit der österreichischen Nationalmannschaft an den Olympischen Winterspielen 1928; an den Eishockey-Weltmeisterschaften 1930 und 1931 und an den Eishockey-Europameisterschaften 1925 bis 1929 teil.
Im Oktober 1933 wurde er vom HC Milano verpflichtet, um das Team zu trainieren und auf die Eishockey-Weltmeisterschaft 1934 vorzubereiten. Anschließend war er als Spielertrainer bei der SG Cortina, dem HC Bozen und Dragoș Vodă Cernăuți (Rumänien) aktiv.